# Ricky van Haaren
Ricky van Haaren (* 20. Juni 1991 in Rotterdam) ist ein niederländischer ehemaliger Fußballspieler.

## Verein
Van Haarens startete seine Karriere bei den Rotterdamer Vereinen Excelsior und Feyenoord. Danach spielte er für VVV-Venlo, ADO Den Haag und den FC Dordrecht. Es folgte der Wechsel ins Ausland zu Dinamo Bukarest und zum türkischen Klub Şanlıurfaspor. Die Saison 2016/17 verbrachte er erneut beim FC Dordrecht und ging anschließend weiter in die Slowakei zum FK AS Trenčín und ŠK Slovan Bratislava. Mit Bratislava gewann er jeweils den nationalen Pokal sowie die Meisterschaft. Dann folgte eine Spielzeit für Olimpia Grudziądz in Polen. Seit 2020 steht er wieder in der Heimat bei den Quick Boys unter Vertrag.

### Nationalmannschaft
Zwischen 2007 und 2013 spielte van Haaren insgesamt 30 Mal für diverse niederländische Jugendnationalmannschaften und erzielte dabei sechs Treffer.

## Erfolge
- Slowakischer Pokalsieger: 2018
- Slowakischer Meister: 2019